# 大阪市会
大阪市会（おおさかしかい）は、大阪府の府庁所在地である大阪市の議会。

## 概要
- 定数：81人（2023年6月に定数70となり、次回選挙より70定員）
- 任期：4年
- 選挙区：各行政区を選挙区とする中選挙区制（単記非移譲式）
- 議長：竹下　隆（大阪維新の会大阪市会議員団、浪速区）
- 副議長：西　徳人（公明党大阪市会議員団、港区）

1889年（明治22年）の市制施行に伴って議決機関として「大阪市会」を設置した経緯から、地方自治法改正により市会を「市議会」と改称した後も「市会」と称している（横浜市、名古屋市、京都市、神戸市も同様）。
なお、公職選挙法の規定により市町村議会では、欠員が、各選挙区の定数の6分の1を超えた場合に補欠選挙が行われる。それにより、定数が6である平野区以外の選挙区では1人でも欠員が発生した時点で50日以内に補欠選挙が執行される。そのため、他の市町村議会と比べても補欠選挙の執行回数が著しく多く、中には同じ年に複数回、または同日に複数の区で執行されるケースも多々発生している。

## 歴史
長きにわたり自由民主党系の会派が議会最大勢力であったが、大阪府知事の橋下徹が率いる大阪維新の会が過半数の議席を目指して候補者を大量に擁立を表明。若手・中堅を中心に12名の市議が自民党を離党し維新の会へ入党した。
2011年（平成23年）の市議選では、自民・民主が大きく議席を減らしたものの維新の会は過半数の議席を獲得することはできなかった。
2013年（平成25年）12月、市会議長であった美延映夫（大阪維新の会）が不祥事の責を問われて、議長辞任に追い込まれた。同月17日、美延の後継議長の選出選挙が行われた。それまで、市会議長は比較第1党の議員が選ばれるというのが常例であったが、今回は第1党である大阪維新の会以外の全会派が維新の議長候補者に投票せず、比較第3党の自民党の候補者に投票した。その結果、自民党議員の木下吉信が新議長に選出された。また、翌年5月末の議長選出選挙でも同様に維新以外の会派の結束により、自民党から床田正勝が選出された。
大阪都構想が争点となった2015年の第18回統一地方選挙では、都構想推進派の大阪維新の会が大きく議席を獲得し、民主党は全議席を失い大敗した（大阪府議会でも、民主党当選者は一人）。自民・共産は微増。民社協会所属で連合大阪推薦で初当選した福田武洋が自民党会派に入会。
2016年4月、元民主党で連合大阪推薦の森山禎久市議（無所属）が会派「OSAKAみらい」を離脱し、自民党会派に移籍。これにより自民党会派は市会第二会派となった。
定数が86から83に変更された2019年の第19回統一地方選挙では、自民・公明・共産が議席を減らす中で大阪維新の会が公示前の35議席を上回る40議席を獲得。立憲民主党などその他の政党は議席を獲得出来なかった。
2020年8月には、大阪都構想の案件を審査する議会で共産党と無所属の市議2人が合同して統一新会派「共産・市民」（6人）を結成したが、その後解消。
2021年には、自由民主党所属の市議3人が自民党会派を離れて、無所属の市議2人と新会派「自由民主党・市民とつながる・くらしが第一大阪市会議員団」を結成した。
定数が83から81に変更された2023年の第20回統一地方選挙では、大阪維新の会が選挙前の40議席を上回る46議席を獲得し単独過半数を初めて確保した。公明党は現有議席を維持したものの、自民党と共産党は現職の落選が相次ぐなど大きく議席を減らす結果となった。また立憲民主党などその他の政党は前回に続き議席を獲得出来なかった。

## 施設
市会は大阪市役所の7階（市会図書室・特別委員会室・委員会室）、8階（議場・会派控室・市会運営委員会室・委員会室・市会事務局・議長室）、屋上1階（傍聴席）にある。

## 会派
2023年5月現在、大阪維新の会が市政与党であり単独で過半数を確保している。市政野党は自民党・市民クラブと自民党・市民くらしと共産党の3会派である。公明党は中間会派となっている。
| 会派名                                                 | 議員数 | 所属党派                             | 女性議員数 | 女性議員の比率(%) |
| ------------------------------------------------------ | ------ | ------------------------------------ | ---------- | ----------------- |
| 大阪維新の会大阪市会議員団                             | 46     | 大阪維新の会                         | 16         | 34.78             |
| 公明党大阪市会議員団                                   | 18     | 公明党                               | 2          | 11.18             |
| 自由民主党・市民クラブ大阪市会議員団                   | 11     | 自由民主党10・無所属1(民社協会推薦1) | 2          | 18.1              |
| 自由民主党・市民とつながる・くらしが第一大阪市会議員団 | 4      | 自由民主党2・無所属2(連合大阪推薦1)  | 0          | 0                 |
| 日本共産党大阪市会議員団                               | 2      | 日本共産党                           | 1          | 50                |
| 計                                                     | 81     |                                      | 21         | 25.93             |

## 選挙区・定数・選出議員
大阪市会の選挙制度は、各行政区を選挙区とする中選挙区制（単記非移譲式）である。
| 選挙区   | 定数 | 選出議員   | 政党（公認） | 会派                                     | 当選回数 |
| -------- | ---- | ---------- | ------------ | ---------------------------------------- | -------- |
| 北区     | 4    | 高山美佳   | 大阪維新の会 | 大阪維新の会                             | 3回      |
| 北区     | 4    | 近藤大     | 大阪維新の会 | 大阪維新の会                             | 1回      |
| 北区     | 4    | 前田和彦   | 自由民主党   | 自由民主党・市民クラブ                   | 3回      |
| 北区     | 4    | 山本智子   | 公明党       | 公明党                                   | 3回      |
| 都島区   | 3    | 岡田妥知   | 大阪維新の会 | 大阪維新の会                             | 3回      |
| 都島区   | 3    | 大西聖一   | 大阪維新の会 | 大阪維新の会                             | 2回      |
| 都島区   | 3    | 荒木肇     | 自由民主党   | 自由民主党・市民クラブ                   | 2回      |
| 福島区   | 2    | 広田和美   | 大阪維新の会 | 大阪維新の会                             | 5回      |
| 福島区   | 2    | 太田勝己   | 自由民主党   | 自由民主党・市民とつながる・くらしが第一 | 1回      |
| 此花区   | 2    | 武智博幸   | 大阪維新の会 | 大阪維新の会                             | 1回      |
| 此花区   | 2    | 今田信行   | 公明党       | 公明党                                   | 2回      |
| 中央区   | 3    | 野上蘭     | 大阪維新の会 | 大阪維新の会                             | 2回      |
| 中央区   | 3    | 鈴木理恵   | 自由民主党   | 自由民主党・市民クラブ                   | 1回      |
| 中央区   | 3    | 塩中一成   | 大阪維新の会 | 大阪維新の会                             | 2回      |
| 西区     | 3    | 西拓郎     | 大阪維新の会 | 大阪維新の会                             | 2回      |
| 西区     | 3    | 東貴之     | 大阪維新の会 | 大阪維新の会                             | 6回      |
| 西区     | 3    | 永井啓介   | 自由民主党   | 自由民主党・市民クラブ                   | 5回      |
| 港区     | 2    | 藤田暁     | 大阪維新の会 | 大阪維新の会                             | 4回      |
| 港区     | 2    | 西徳人     | 公明党       | 公明党                                   | 4回      |
| 大正区   | 2    | 出雲輝英   | 大阪維新の会 | 大阪維新の会                             | 4回      |
| 大正区   | 2    | 小山光明   | 公明党       | 公明党                                   | 2回      |
| 天王寺区 | 2    | 須藤奨太   | 自由民主党   | 自由民主党・市民クラブ                   | 1回      |
| 天王寺区 | 2    | 金子恵美   | 大阪維新の会 | 大阪維新の会                             | 3回      |
| 浪速区   | 2    | 竹下隆     | 大阪維新の会 | 大阪維新の会                             | 3回      |
| 浪速区   | 2    | 森山禎久   | 無所属       | 自由民主党・市民クラブ                   | 5回      |
| 西淀川区 | 3    | 佐々木哲夫 | 公明党       | 公明党                                   | 4回      |
| 西淀川区 | 3    | 山田佳奈   | 大阪維新の会 | 大阪維新の会                             | 1回      |
| 西淀川区 | 3    | 山田肇     | 大阪維新の会 | 大阪維新の会                             | 2回      |
| 淀川区   | 5    | 今村直人   | 大阪維新の会 | 大阪維新の会                             | 1回      |
| 淀川区   | 5    | 佐竹璃保   | 大阪維新の会 | 大阪維新の会                             | 1回      |
| 淀川区   | 5    | 坂井肇     | 大阪維新の会 | 大阪維新の会                             | 2回      |
| 淀川区   | 5    | 杉田忠裕   | 公明党       | 公明党                                   | 6回      |
| 淀川区   | 5    | 南隆文     | 自由民主党   | 自由民主党・市民クラブ                   | 1回      |
| 東淀川区 | 5    | 石川博紀   | 自由民主党   | 自由民主党・市民クラブ                   | 2回      |
| 東淀川区 | 5    | 岩池貴代   | 大阪維新の会 | 大阪維新の会                             | 1回      |
| 東淀川区 | 5    | 橋本誠人   | 大阪維新の会 | 大阪維新の会                             | 2回      |
| 東淀川区 | 5    | 桝本沙織   | 大阪維新の会 | 大阪維新の会                             | 1回      |
| 東淀川区 | 5    | 森慶吾     | 公明党       | 公明党                                   | 1回      |
| 東成区   | 3    | 岡崎太     | 大阪維新の会 | 大阪維新の会                             | 4回      |
| 東成区   | 3    | 近藤美和   | 大阪維新の会 | 大阪維新の会                             | 1回      |
| 東成区   | 3    | 司隆史     | 公明党       | 公明党                                   | 1回      |
| 生野区   | 4    | 木下誠     | 大阪維新の会 | 大阪維新の会                             | 5回      |
| 生野区   | 4    | 武直樹     | 無所属       | 自由民主党・市民とつながる・くらしが第一 | 4回      |
| 生野区   | 4    | 原口悠介   | 大阪維新の会 | 大阪維新の会                             | 2回      |
| 生野区   | 4    | 山田正和   | 公明党       | 公明党                                   | 4回      |

| 選挙区   | 定数 | 選出議員   | 政党（公認） | 会派                                     | 当選回数 |
| -------- | ---- | ---------- | ------------ | ---------------------------------------- | -------- |
| 旭区     | 3    | 宮脇希     | 大阪維新の会 | 大阪維新の会                             | 3回      |
| 旭区     | 3    | 福田武洋   | 無所属       | 自由民主党・市民クラブ                   | 3回      |
| 旭区     | 3    | 西崎照明   | 公明党       | 公明党                                   | 5回      |
| 城東区   | 5    | 本田リエ   | 大阪維新の会 | 大阪維新の会                             | 4回      |
| 城東区   | 5    | 鷲見慎一   | 大阪維新の会 | 大阪維新の会                             | 2回      |
| 城東区   | 5    | 明石直樹   | 公明党       | 公明党                                   | 6回      |
| 城東区   | 5    | 馬場紀幸   | 大阪維新の会 | 大阪維新の会                             | 1回      |
| 城東区   | 5    | 山中智子   | 日本共産党   | 日本共産党                               | 7回      |
| 鶴見区   | 3    | 大橋一隆   | 大阪維新の会 | 大阪維新の会                             | 4回      |
| 鶴見区   | 3    | 黒田真梨子 | 大阪維新の会 | 大阪維新の会                             | 2回      |
| 鶴見区   | 3    | 土岐恭生   | 公明党       | 公明党                                   | 5回      |
| 阿倍野区 | 3    | 梅園周     | 大阪維新の会 | 大阪維新の会                             | 4回      |
| 阿倍野区 | 3    | 木下吉信   | 自由民主党   | 自由民主党・市民クラブ                   | 9回      |
| 阿倍野区 | 3    | 谷井正佳   | 大阪維新の会 | 大阪維新の会                             | 1回      |
| 住之江区 | 4    | 片山一歩   | 大阪維新の会 | 大阪維新の会                             | 4回      |
| 住之江区 | 4    | 岸本栄     | 公明党       | 公明党                                   | 3回      |
| 住之江区 | 4    | 佐々木理江 | 大阪維新の会 | 大阪維新の会                             | 3回      |
| 住之江区 | 4    | 松崎孔     | 無所属       | 自由民主党・市民とつながる・くらしが第一 | 8回      |
| 住吉区   | 5    | 伊藤亜実   | 大阪維新の会 | 大阪維新の会                             | 2回      |
| 住吉区   | 5    | 井上浩     | 日本共産党   | 日本共産党                               | 5回      |
| 住吉区   | 5    | 上田智隆   | 大阪維新の会 | 大阪維新の会                             | 3回      |
| 住吉区   | 5    | 久保田亮   | 大阪維新の会 | 大阪維新の会                             | 1回      |
| 住吉区   | 5    | 中田光一郎 | 公明党       | 公明党                                   | 3回      |
| 東住吉区 | 4    | 田辺信広   | 大阪維新の会 | 大阪維新の会                             | 4回      |
| 東住吉区 | 4    | 高見亮     | 大阪維新の会 | 大阪維新の会                             | 3回      |
| 東住吉区 | 4    | 渕上浩美   | 自由民主党   | 自由民主党・市民クラブ                   | 1回      |
| 東住吉区 | 4    | 辻義隆     | 公明党       | 公明党                                   | 6回      |
| 平野区   | 6    | 杉村幸太郎 | 大阪維新の会 | 大阪維新の会                             | 4回      |
| 平野区   | 6    | 田中宏樹   | 自由民主党   | 自由民主党・市民とつながる・くらし第一   | 4回      |
| 平野区   | 6    | 永井広幸   | 公明党       | 公明党                                   | 3回      |
| 平野区   | 6    | 永田典子   | 公明党       | 公明党                                   | 3回      |
| 平野区   | 6    | 松田昌利   | 大阪維新の会 | 大阪維新の会                             | 1回      |
| 平野区   | 6    | 吉見美佐子 | 大阪維新の会 | 大阪維新の会                             | 2回      |
| 西成区   | 3    | 辻淳子     | 大阪維新の会 | 大阪維新の会                             | 6回      |
| 西成区   | 3    | 藤岡寛和   | 大阪維新の会 | 大阪維新の会                             | 3回      |
| 西成区   | 3    | 山口悟朗   | 公明党       | 公明党                                   | 2回      |

## 議員報酬と諸手当
| 役職 | 月額報酬   | 期末手当年額 | 政務活動費      | 年収         |
| --- | ---------- | ------------ | --------------- | ------------ |
| 議長 | 95万円     | 511万9200円  | 月額 51万3000円 | 1651万9200円 |
| 副議長 | 84万4000円 | 455万0400円  | 月額 51万3000円 | 1467万8400円 |
| 議員 | 77万4000円 | 417万1200円  | 月額 51万3000円 | 1345万9200円 |
| “大阪市市政§大阪市特別職の報酬等の状況（平成28年6月19日時点）”. 2016年10月閲覧。 エラー: 閲覧日は年・月・日のすべてを記入してください。 |            |              |                 |              |

大阪市会は「“大阪市市政　大阪市会議員の報酬、費用弁償及び期末手当に関する条例の特例に関する条例”. 2016年10月閲覧。 エラー: 閲覧日は年・月・日のすべてを記入してください。」により、平成29年3月31日まで上記の額に減額されている。

## 出身者

### 首長
- 吉村洋文 - 第20代大阪府知事。第20代大阪市長。維新の党元衆議院議員[7]

### 国会議員 (現職)
- 井上英孝 - 日本維新の会衆議院議員
- 美延映夫 - 日本維新の会衆議院議員
- 守島正 - 日本維新の会衆議院議員

### 国会議員 (元職・前職)
- 近江巳記夫 - 公明党元衆議院議員、元科学技術庁長官
- 神崎敏雄 - 日本共産党元衆議院議員、元大阪府議会議員
- 中山正暉 - 自由民主党元衆議院議員、元建設大臣・郵政大臣
- 松岡徹 - 民主党元参議院議員、部落解放同盟中央書記長
- 柳本卓治 - 自由民主党元参議院議員、元衆議院議員
- 大西宏幸 - 自由民主党元衆議院議員
- 清水忠史 - 日本共産党元衆議院議員
- 長尾秀樹 - 立憲民主党元衆議院議員
- 村上史好 - 立憲民主党元衆議院議員
- 柳本顕 - 自由民主党前衆議院議員

### 前職・元職
- 船場太郎
- 伊藤良夏

## 歴代議長
地方自治法改正後のみ記載。特記なき場合「歴代議長・副議長」による。
| 代  | 氏名       | 就任             | 退任             | 備考                                |
| --- | ---------- | ---------------- | ---------------- | ----------------------------------- |
| 42  | 田村敬太郎 | 昭和22年5月20日  | 昭和23年6月30日  |                                     |
| 43  | 田村敬太郎 | 昭和23年6月30日  | 昭和24年3月1日   |                                     |
| 44  | 浅利弘次郎 | 昭和24年3月1日   | 昭和25年3月29日  |                                     |
| 45  | 田村敬太郎 | 昭和25年3月30日  | 昭和26年4月29日  |                                     |
| 46  | 田村敬太郎 | 昭和26年5月23日  | 昭和27年6月5日   |                                     |
| 47  | 清水太一郎 | 昭和27年6月5日   | 昭和28年6月11日  |                                     |
| 48  | 粟井岩吉   | 昭和28年6月11日  | 昭和29年6月18日  |                                     |
| 49  | 浅野藤太郎 | 昭和29年6月18日  | 昭和30年4月29日  |                                     |
| 50  | 松尾禎一郎 | 昭和30年5月18日  | 昭和31年6月26日  |                                     |
| 51  | 浅野藤太郎 | 昭和31年6月26日  | 昭和32年7月9日   |                                     |
| 52  | 吉宗貞之   | 昭和32年7月9日   | 昭和33年9月24日  |                                     |
| 53  | 粟井岩吉   | 昭和33年9月24日  | 昭和34年4月29日  |                                     |
| 54  | 樋口治一   | 昭和34年6月2日   | 昭和35年6月12日  |                                     |
| 55  | 木下常吉   | 昭和35年6月12日  | 昭和36年7月3日   |                                     |
| 56  | 次田虎雄   | 昭和36年7月4日   | 昭和37年7月27日  |                                     |
| 57  | 清水嘉市   | 昭和37年7月27日  | 昭和38年4月29日  |                                     |
| 58  | 井上五郎   | 昭和38年5月28日  | 昭和39年6月19日  |                                     |
| 59  | 平田繁蔵   | 昭和39年6月19日  | 昭和40年6月26日  |                                     |
| 60  | 北山勇     | 昭和40年6月26日  | 昭和41年7月6日   |                                     |
| 61  | 大西保三郎 | 昭和41年7月6日   | 昭和42年4月29日  |                                     |
| 62  | 坂井三郎   | 昭和42年5月18日  | 昭和43年8月4日   |                                     |
| 63  | 黒田廣一   | 昭和43年8月4日   | 昭和44年9月4日   |                                     |
| 64  | 植田完治   | 昭和44年9月4日   | 昭和45年7月9日   |                                     |
| 65  | 天野要     | 昭和45年7月9日   | 昭和46年4月29日  |                                     |
| 66  | 長田義一   | 昭和46年5月19日  | 昭和47年5月27日  | 第106代大阪府議会議長・長田義明の父 |
| 67  | 辻昭二郎   | 昭和47年5月27日  | 昭和48年6月6日   |                                     |
| 68  | 大丸志朗   | 昭和48年6月6日   | 昭和49年6月13日  |                                     |
| 69  | 佐々木栄一 | 昭和49年6月13日  | 昭和50年4月29日  |                                     |
| 70  | 音在又一   | 昭和50年5月21日  | 昭和51年5月28日  |                                     |
| 71  | 山下喜一   | 昭和51年5月28日  | 昭和52年6月3日   |                                     |
| 72  | 福岡たづ   | 昭和52年6月3日   | 昭和53年6月9日   |                                     |
| 73  | 井上英夫   | 昭和53年6月9日   | 昭和54年4月29日  |                                     |
| 74  | 藤岡信雄   | 昭和54年5月24日  | 昭和55年7月28日  |                                     |
| 75  | 勝田重春   | 昭和55年7月28日  | 昭和56年7月2日   |                                     |
| 76  | 高野光男   | 昭和56年7月2日   | 昭和57年6月4日   |                                     |
| 77  | 加藤進     | 昭和57年6月4日   | 昭和58年4月29日  |                                     |
| 78  | 木下伸生   | 昭和58年5月23日  | 昭和59年5月29日  |                                     |
| 79  | 薩摩夘三郎 | 昭和59年5月29日  | 昭和60年6月4日   |                                     |
| 80  | 森野光晴   | 昭和60年6月4日   | 昭和61年6月10日  |                                     |
| 81  | 足高克巳   | 昭和61年6月10日  | 昭和62年4月29日  |                                     |
| 82  | 永井博     | 昭和62年5月21日  | 昭和63年5月26日  |                                     |
| 83  | 山口泰弘   | 昭和63年5月26日  | 平成元年8月4日   |                                     |
| 84  | 多賀谷宏   | 平成元年8月4日   | 平成2年6月25日   |                                     |
| 85  | 北野禎三   | 平成2年6月25日   | 平成3年4月29日   | 料理研究家・若林三弥子の父          |
| 86  | 大西仙太郎 | 平成3年5月21日   | 平成4年5月27日   | 衆議院議員・大西宏幸の父            |
| 87  | 北山篤     | 平成4年5月27日   | 平成5年6月2日    |                                     |
| 88  | 黒田輝夫   | 平成5年6月2日    | 平成6年6月7日    |                                     |
| 89  | 床田健三   | 平成6年6月7日    | 平成7年4月29日   |                                     |
| 90  | 徳田育久子 | 平成7年5月23日   | 平成8年5月29日   |                                     |
| 91  | 田中義一   | 平成8年5月29日   | 平成9年6月4日    |                                     |
| 92  | 改発康秀   | 平成9年6月4日    | 平成10年6月4日   |                                     |
| 93  | 太田勝義   | 平成10年6月4日   | 平成11年4月29日  |                                     |
| 94  | 公原賢司   | 平成11年5月20日  | 平成12年5月25日  |                                     |
| 95  | 天野一     | 平成12年5月25日  | 平成12年9月27日  |                                     |
| 96  | 玉木信夫   | 平成12年10月18日 | 平成13年5月31日  |                                     |
| 97  | 大丸昭典   | 平成13年5月31日  | 平成14年6月6日   |                                     |
| 98  | 新堂庄二   | 平成14年6月6日   | 平成15年4月29日  |                                     |
| 99  | 船場太郎   | 平成15年5月21日  | 平成16年5月27日  |                                     |
| 100 | 新田孝     | 平成16年5月27日  | 平成17年6月2日   |                                     |
| 101 | 高野伸生   | 平成17年6月2日   | 平成18年6月6日   |                                     |
| 102 | 坂井良和   | 平成18年6月6日   | 平成19年4月29日  |                                     |
| 103 | 足高將司   | 平成19年5月22日  | 平成20年5月28日  |                                     |
| 104 | 多賀谷俊史 | 平成20年5月28日  | 平成21年6月3日   |                                     |
| 105 | 舟戸良裕   | 平成21年6月3日   | 平成22年6月3日   |                                     |
| 106 | 荒木幹男   | 平成22年6月3日   | 平成23年4月29日  |                                     |
| 107 | 大内啓治   | 平成23年5月19日  | 平成24年5月30日  |                                     |
| 108 | 辻淳子     | 平成24年5月30日  | 平成25年5月30日  |                                     |
| 109 | 美延映夫   | 平成25年5月30日  | 平成25年12月13日 |                                     |
| 110 | 木下吉信   | 平成25年12月17日 | 平成26年5月30日  |                                     |
| 111 | 床田正勝   | 平成26年5月30日  | 平成27年4月29日  |                                     |
| 112 | 東貴之     | 平成27年5月22日  | 平成28年5月27日  |                                     |
| 113 | 木下誠     | 平成28年5月27日  | 平成29年5月30日  |                                     |
| 114 | 山下昌彦   | 平成29年5月30日  | 平成30年5月29日  |                                     |
| 115 | 角谷庄一   | 平成30年5月29日  | 平成31年3月29日  |                                     |
| 116 | 広田和美   | 令和元年5月23日  | 令和2年5月28日   |                                     |
| 117 | 本田リエ   | 令和2年5月28日   | 令和3年5月28日   |                                     |
| 118 | 丹野壮治   | 令和3年5月28日   | 現職             |                                     |

## 不祥事
- 不破忠幸（中央区選出、大阪維新の会＝逮捕後に離党）が、2019年4月2日、ウグイス嬢を手配した女と、手配を仲介した男に報酬として計75万6000円を渡したとして、公職選挙法違反の疑いで逮捕される[9]。9月6日、大阪地方裁判所は不破に懲役1年、執行猶予5年（求刑懲役1年）を言い渡した[10]。11月21日、大阪高等裁判所は１審地裁判決を支持、不破の控訴を棄却する即日判決を言い渡した[11]。2020年2月17日、大阪市選挙管理委員会は、不破の有罪が13日に確定し、当選が無効となったと告示。不破は失職し、再選挙が3月13日告示、22日投開票の日程で行われた[12]。投票の結果、大阪維新の会公認の塩中一成が当選した。